# Mason Ewing

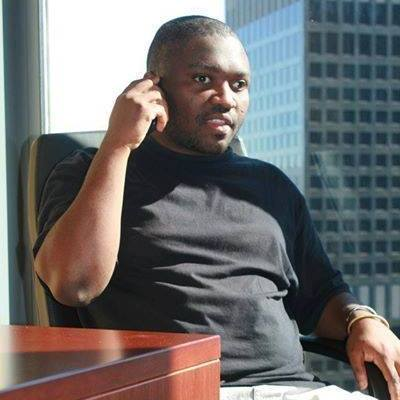
Mason Ewing (2016)

Mason Cyrille Elong Ewing (* 9. April 1982 in Douala) ist ein französischer, kamerunischer und amerikanischer Filmproduzent, Regisseur, Drehbuchautor und Modedesigner, der in Frankreich und den Vereinigten Staaten lebt. Der Hauptsitz der 2011 gegründeten Mason Ewing Corporation befindet sich in Los Angeles.

## Biographie

### Frühes Leben
Sein Vater, Frederik Ewing, war ein amerikanischer Geschäftsmann, der im November 2010 verstarb. Mason lebte bis zu seinem vierten Lebensjahr mit seiner jüdischen kamerunischen Mutter, Marie Francesca Elong, die Model und Näherin war. Sie inspirierte ihn und gab ihm einen Geschmack für Mode. Mason verbrachte viel Zeit mit ihr, während sie Kleider für ihre Kinder anfertigte. Seine Mutter starb im März 1986.
Seine Urgroßmutter Elise kümmerte sich dann drei Jahre lang um ihn. 1989 zog er in die Pariser Region, wo er bei seinem Onkel und seiner Tante Lucien und Jeannette Ekwalla lebte, wo er extremen Kindesmissbrauch erlitt. Er wurde nicht nur acht Jahre lang in einem Zimmer eingesperrt und geschlagen, sondern es wurden ihm auch einige Jahre lang Chilischoten in die Augen geworfen. Verzweifelt lief er 1993 oft weg, um Hilfe bei der Polizei und den Richtern zu suchen, und bat darum, aus der Obhut seines Onkels und seiner Tante entlassen zu werden.
Aufgrund seiner Misshandlungen verlor Mason im April 1996 auf tragische Weise sein Augenlicht und fiel im Pariser Krankenhaus Necker-Enfants Malades für drei Wochen in ein Koma. Wie durch ein Wunder überlebte er. Im Jahr 2001 wurde er obdachlos und landete im SAMU (medizinischer Notfalldienst in Frankreich). Er gewann ein Gerichtsurteil gegen seinen Onkel und seine Tante, bei dem ihm 5000 € (die nie bezahlt wurden) und eine einjährige Bewährungsstrafe zugesprochen wurden.

### Karriere
Rebecca Ayoko, in den 1980er Jahren eine Lieblingsmuse von Yves Saint Laurent, beendete 2017 zweimal die Modenschau von Mason’s Ewing mit einem prächtigen Brautkleid. Seit einigen Jahren unterstützt L’Oréal in Frankreich seine Arbeit.
Am 20. September 2006 fand seine erste Modenschau bei Les Salons Vianeys in Paris statt. Dort waren viele berühmte Persönlichkeiten, wie Celine Balitran, Laurent Petitguillaume und Olivier Lapidus, anwesend. Im November 2008 organisierte er seine dritte Modenschau auf dem Lastkahn La Planète sur Seine mit Rachel Legrain-Trapani (Miss France 2007), die die Show in einem spektakulären Hochzeitskleid beendete. Im Jahr 2017 arbeitete er mit dem Chocolatier Andre Kanakine zusammen, um ein Kleid für die Modenschau des Schokoladensalons in Russland zu entwerfen.
Einige bekannte Persönlichkeiten in Frankreich unterstützten seine Arbeit, darunter Fernsehmoderator Laurent Petitguillaume (der mehrere seiner Modenschauen präsentierte), Olivier Lapidus (ehemaliger künstlerischer Leiter von Lanvin), die Fußballspieler Emmanuel Petit, Bruno Bellone, Luc Sonor, Olivier Dacourt und Alioune Touré, der ehemalige Manager der Fußballmannschaft Paris Saint-Germain, Luis Fernández, die ehemalige Basketball-Nationalspielerin Paôliné Ekambi, die Schauspielerin Firmine Richard, der französische Politiker Frédéric Mitterrand und der Staatssekretär für Kinderschutz, Adrien Taquet, sowie die Fernsehjournalistin Dominique Torres, die seine Patin ist.
Neben seinen Modeprojekten arbeitet Mason Ewing an Filmprojekten in Frankreich und den USA. Er schuf die Kinderserien The Adventures of Madison und die Mickey Boom-Serie. Im Jahr 2011 zog er nach Amerika, um Filmproduzent zu werden. Seine Holdinggesellschaft, die Mason Ewing Corporation in Los Angeles, hat verschiedene Projekte in der Film- und Fernsehproduktion. Er schrieb die Fernsehserie Eryna Bella und produzierte den Kurzfilm Descry.
Seit April 2015 hat Les Entreprises Ewing, Tochtergesellschaft der Mason Ewing Corporation, ihren Sitz in Clichy, Frankreich. Er ist Mitglied der französischen Produktionsgewerkschaft UPC.
Nachdem er einige Jahre in Los Angeles gelebt hatte, kehrte er nach Frankreich zurück, um sich auf seine beliebte Fernsehserie Mickey Boom zu konzentrieren, die von französischen und internationalen Sendern unterstützt wird. Diese Serie wurde von den amerikanischen Fernsehsendungen inspiriert, die er als Jugendlicher gerne sah.
Im Jahr 2019 produzierte er den Spielfilm Liebe in Yaounde, eine romantische Komödie.

### Auszeichnungen
Im Jahr 2018 wurde Mason Ewing vom Afrimpact Magazine in Pennsylvania mit dem A.I.M.-Preis für seine Gemeindearbeit ausgezeichnet. Seit vielen Jahren unterstützt er die Association for the Blind and Visually Impaired und Le Comité Contre l'Esclavage Moderne. Außerdem ist er Botschafter der NGO Handicap International und des Vereins Le Refuge für gefährdete Jugendliche LGBTQ+. Er wird vom Staatssekretär für Kinderschutz, Adrien Taquet, unterstützt.

## Filmografie

### Spielfilme
- 2020: Liebe in Yaounde

### Kurzfilme
- 2011: Entschlüsseln
- 2017: Nivrosen
- 2017: Comme Les Autres
- 2017: Le plus beau cadeau de ma mère